# Huasco
Huasco este un oraș și comună din provincia Huasco, regiunea Atacama, Chile, cu o populație de 8.977 locuitori (2012) și o suprafață de 1601,4 km2.